# Пилотная серия (Стрела)
«Пилотная серия» (англ. Pilot) — первый эпизод первого сезона телесериала «Стрела». Премьера состоялась 10 октября 2012 года на канале The CW. Сценарий к эпизоду написали создатели сериала Эндрю Крайсберг и Марк Гуггенхайм, режиссёрское кресло занял Дэвид Наттер. Первый эпизод знакомит зрителей с основным составом сериала: Оливером «Олли» Куином (Стивен Амелл), его матерью Мойрой Куин (Сюзанна Томпсон), сестрой Теей (Уилла Холланд), телохранителем Джоном Дигглом (Дэвид Рэмси) лучшим другом Томми (Колин Доннел), бывшей девушкой Диной Лорел Лэнс (Кэти Кэссиди) и её отцом, детективом Квентином Лэнсом (Пол Блэкторн). По сюжету, Оливер возвращается в родной Старлинг-сити после того, как провёл пять лет на необитаемом острове в результате кораблекрушения. Он, чтобы исправить ошибки своего отца, становится лучником, мстителем в маске, который спасает город от преступников.
Съёмки проходили в Ванкувере, Канада. Эпизод демонстрирует два разных временных отрезка в жизни Оливера: события одного из них происходят в настоящем, когда Оливер надевает маску и выходит на улицы, чтобы бороться с преступностью, а второго — за пять лет до этого, когда Оливер отправился с отцом в плавание на «Королевском гамбите» и в результате кораблекрушения оказался на острове. Создатели хотели сделать персонажа более реалистичным, полагающимся лишь на свои навыки и не имеющим никаких сверх-сил. «Пилотная серия» стала самым рейтинговым шоу канала The CW за последние три года. Он получил в целом благоприятные отзывы от критиков, которые особо отметили актёрскую игру Стивена Амелла. Эпизод неоднократно номинирован на различные телепремии и в трёх номинациях одержал победу.
«Пилотная серия» Стрелы положила начало телевселенной, разработанной The CW.

## Краткое содержание
Китайское рыболовное судно находит на одиноком острове в Южно-Китайском море человека. Им оказывается пропавший без вести сын миллиардера Оливер Куин. После кораблекрушения яхты прошло уже 5 лет, и семья считала его погибшим. Когда он возвращается домой в Старлинг-сити, его мать, младшая сестра и лучший друг замечают, что бывший повеса и плейбой изменился. Оливер же старается не показывать вида, что это так и есть, а сам ищет возможность исполнить последнюю волю отца, также погибшего при крушении яхты, и очистить город от тех, кто втайне разрушает его.
Нападение на Оливера заставляет его ускорить исполнение плана. Он решает начать с коррумпированного бизнесмена Адама Ханта. Это имя есть в записной книжке, которую Оливер привёз с собой с острова, и его пытается привлечь к суду Лорел Лэнс, бывшая девушка Оливера, которой он изменил с её же сестрой. Оливер отправляется на заброшенный завод компании Куинов, где устраивает себе базу. Он становится «Капюшоном» — мстителем в зелёном костюме, умеющем метко стрелять из лука. Для начала Оливер припугнул Ханта, а после того, как тот отказался выплатить 40 млн долларов, ворвался в его офис, разобрался с охраной и с помощью радиопередатчика взломал компьютер бизнесмена. Утром Оливер вернул деньги законным владельцам.
Тем временем, оказывается, что это Мойра Куин организовала похищение своего сына.

## Производство

### Концепция
12 января 2012 года The CW объявили о создании нового шоу, сюжет которого вращается вокруг персонажа Зелёной стрелы. Исполнительными продюсерами были назначены Эндрю Крайсберг, Грег Берланти и Марк Гуггенхайм. Спустя неделю канал заказал пилотный эпизод сериала, переименованного в «Стрелу», и пригласил Дэвида Наттера в качестве режиссёра. Развивая идею нового сериала, Гуггенхайм признался, что их творческая группа хотела «взять [свой] собственный курс, творить [свою] собственную судьбу» и избежать любых прямых связей с сериалом «Тайны Смолвиля», где уже имеется персонаж по прозвищу Зелёная стрела (в исполнении Джастина Хартли). В результате они решили пригласить на роль Оливера Куина другого актёра. В отличие от «Тайн Смолвиля» пилотный эпизод не показывает персонажей со сверх-силами. Вместо этого шоу взяла у данного сериала другую деталь — цель «показать человечность» Оливера, как это было сделано с Кларком Кентом в пилоте «Тайн Смолвиля». Решение не показывать персонажей со сверх-силами было продиктовано в том числе и желанием создателей сделать «Стрелу» более реалистичной.

### Кастинг
Интервью Амелла для Collider:

Эми Бреннеман посчитала обязательным подружиться со мной перед тем, как мы начали сниматься [в «Частной практике»] […] Меня действительно поразило то, как мы сошлись сначала как люди, а потом и как актёры. Таким образом, я предложил то же самое [для каста «Стрелы»]… я думаю вы заметили [что мы находим общий язык]. Если вам нужно положить руку на чьё-то плечо, это сделать легче, если ты уже делал это раньше. Иногда разница незаметна, но это именно то, из-за чего хорошее становится великим, а двумерное — трёхмерным.
Оригинальный текст (англ.)Amy Brenneman made a point of really befriending me before we started shooting [Private Practice] [...] I was really taken with how she connected with me, person to person, before we tried to connect, actor to actor. So, I made a real point to do that [with the Arrow cast] [...] I think that you can see that [we hit it off] [...] If you have to put your hand on somebody's shoulder, if you've done it before, it makes it easier to do. Sometimes it's imperceptible, but I think it's what takes things from good to great, or from 2D to 3D.

Стивен Амелл стал одним из первых актёров, которые пробовались на главную роль и по мнению Крайсберга «он попал в точку с самого начала», а «все остальные нужны были лишь для сравнения». Сценарий пилотного эпизода стал первым, с которым Амелл проходил прослушивание, при этом актёр также получил сценарии для пилотов других сериалов этого года. Отчасти Амелл был взят потому, что создатели хотели взять на главную роль нового актёра и избежать любых прямых связей с «Тайнами Смолвилля». Амелл, одетый в свою форму из сериала «Кофейня», начал физическую подготовку в Академии свободных искусств в Резеде (Калифорния). Там он получил уроки стрельбы из лука, в том числе и просмотрел фрагменты из фильмов, в которых эта стрельба из лука показана неправильно или неточно. Для Амелла создание образа Куина также заключалось в том, что он посмотрел многие из предыдущих его воплощений на экране: «Есть Оливер как случайный плейбой, Оливер как травмированный герой, Оливер как задумчивый Гамлет, Оливер как любовник, Оливер как человек действия и др.».
15 февраля 2012 года на роль Дины Лорел Лэнс, в комиксах также известной как Чёрная канарейка, утвердили актрису Кэти Кэссиди. Актриса призналась, что её пригласили в шоу Берланти, Крайсберг, Наттер, а также Гуггенхайм, которого она назвала умным, творческим и остроумным. В том же месяце стало известно, что Колин Доннел сыграет Томми Мерлина — персонажа с фамилией, отсылающей к заклятому врагу Зелёной стрелы в комиксах — а Дэвид Рэмси воплотит на экране образ Джона Диггла, персонажа, созданного специально для сериала. Рэмси был очень доволен тем, что ему не нужно заботиться о соответствии образу из комиксов. Это позволило ему «просто взять и сыграть [своего персонажа]». Жаклин Макиннес Вуд получила роль Сары Лэнс, сестры Лорел, в пилотном эпизоде, однако когда персонаж вновь появился во втором сезоне, Вуд была заменена на Кейти Лотц.

### Съёмки
Производство «Пилотной серии» началось в марте 2012 года в Ванкувере (Канада). так как эпизод демонстрирует два различных временных отрезка, создателям пришлось тщательнее планировать график съёмок. Сцены на острове снимались в ванкуверском парке Уайтклифф. В результате съёмочной группе пришлось следить за тем, чтобы в кадр не попали близлежащие пляжные домики. Кроме того, продюсер Марк Гуггенхайм находил процесс утомительным: «Стивен [Амелл] должен был носить парик, его взгляд должен быть совсем другим… много чего ещё. Это на самом деле невероятно амбициозно — каждую неделю, каждый эпизод вводить ретроспективные кадры. Всё потому что Эндрю [Крайсберг] сказал, что это почти его шоу». В качестве семейного особняка Куинов использовалось поместье Хатли-Касл, расположенное недалеко от Университета Ройял-Роудс и ранее служившее прототипом для семейного особняка Люторов в «Тайнах Смолвиля». Здание Terminal City Ironworks Complex в Ванкувере использовалось как здание, принадлежащее Куин Консолидейтед, в котором Оливер открыл клуб Verdant.

### Разработка костюма
Реалистичность подхода к сериалу в том числе касалась разработки одежды для персонажа Оливера Куина, этим занималась костюмер Колин Этвуд. По словам Стивена Амелла костюм должен быть максимально функциональным, а лучший способ достигнуть этого, по его мнению, сделать так, чтобы актёр мог надеть костюм без посторонней помощи: «На мой взгляд, если я могу надеть его сам, то люди купятся. В этом состояла наша идея. Это — наш мир».

## Показ и отзывы критиков

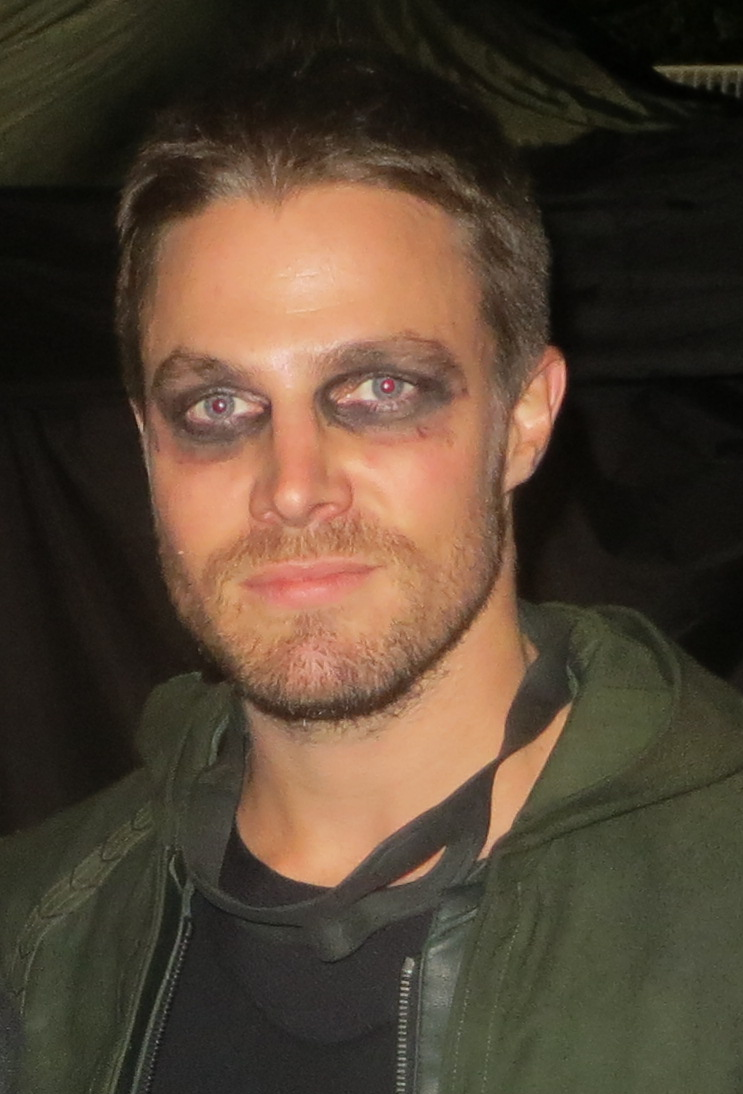
Амелл (на фото) удостоился похвалы различных критиков за способность убедительно изобразить различные стороны характера Оливера Куина

«Пилотную серию» посмотрело 4,14 миллиона зрителей, что сделало её самым наблюдаемым шоу канала The CW за последние три года, а также самой популярной премьерой сериала со дня выхода «Дневников вампира» в 2009 году. Австралийская премьера привлекла 1,32 миллиона зрителей, в результате чего «Пилотная серия» заняла третье место среди самых популярных программ того вечера. В Великобритании эпизод стал четвёртым по количеству просмотров — его увидело 1,85 миллиона зрителей. Того же самого результата «Пилотная серия» достигла и в Канаде с 1,32 миллионами просмотров, а также эпизод стал двадцать третьим по количеству зрителей среди программ недели. Эпизод неоднократно номинировался на различные премии, в том числе на Leo Awards, которую он получил в трёх номинациях: Лучшая операторская работа в драматическом сериале (Глен Уинтер), Лучший производственный дизайн в драматическом сериале (Ричард Худолин) и Лучшая постановка трюков в драматическом сериале (Дж. Дж. Макаро). Также работа Глена Уинтера удостоилась награды Канадского общества кинематографистов.
«Пилотная серия» получила в целом благоприятные отзывы критиков. Верн Гэй из Newsday рекомендовал эпизод к просмотру, особо отметив актёрскую игру Сюзанны Томпсон (исполнительницы роли Мойры Куин) и способность серии переплетать в себе «милый любовный треугольник, внутрисемейные интриги, неправильного героя и […] тайну». Дэвид Хилтбрэнд. пишущий для The Philadelphia Inquirer, характеризовал пилот как «тёмный мерцающий драгоценный камень», но при этом предупредил, что успех шоу в большей степени будет зависеть от того, как хорошо оно сможет сохранить последовательность событий и таинственность, стоящие позади мотиваций Оливера. Дэвид Хинкли, критик из NY Daily News, похвалил эпизод, назвав его «живым» и «лучшим, чем жесткая „Зелёная стрела“, которую ждали поклонники». Хинкли также положительно отметил, насколько хорошо Амелл держит баланс в образе Оливера, перемещаясь между «старым миром» персонажа и «новым». Дэвид Вигэнд из San Francisco Chronicle выгодно сравнил «Пилотную серию» с пилотным эпизодом «Тайн Смолвиля» и посчитал новый сериал увлекательным и насыщенным событиями. а также достойным прожить столько же, сколько продержались «Тайны Смолвиля». Вигэнд похвалил актёрскую игру Амелла и его умении изобразить и беспечного плейбоя-миллиардера, и его альтер эго, линчевателя. Однако в большей степени критик отдал должное режиссуре Дэвида Наттера и работе монтажёров, которые смогли собрать всё воедино, сохранив напряжённую атмосферу и молниеносность и правдоподобность событий.
Роберт Бьянко из USA Today отметил, что новый сериал показывает Зелёную стрелу таким, каким Кристофер Нолан показал Бэтмена в своём «Тёмном рыцаре». Он похвалил последовательность событий, эмоциональное напряжение и наличие некой тайны. По его мнению, единственным препятствием для нового сериала станет лишь сеть, по которой он будет транслироваться. Брайан Лори, пишущий для Variety, также отметил сильное влияние «Тёмного рыцаря», но по его мнению никакие действия не смогли скрыть тех плоских персонажей, которые были показаны в «Пилотной серии». Он предсказал сериалу «тяжёлый подъём» в связи с «второстепнной ролью» персонажа Зелёной стрелы в комиксах. По заявлению Тима Гудмена из The Hollywood Reporter если можно избавиться от всего неправдоподобного, то Стрела может оказаться интересным и соответствовать тому бренду, который The CW делает из него. Сара Родман, пишущая для Boston Globe, отметила карикатурность пилота, «неестественное поведение Амелла» и «глупый» сюжет. По её мнению новый сериал понравится поклонникам супергероики и любителям драматических сериалов, которые закроют глаза на то, что миллиардер-алкоголик «сведённый с ума, после того, как пять лет провёл на одиноком острове, обладает знаниями о взломе компьютеров».

## Вселенная
«Пилотная серия», как самый первый эпизод телесериала «Стрела», закладывает основы будущей Телевизионной вселенной DC канала The CW, в которую позже войдут Флэш, Супергёрл (в качестве параллельного мира) и Легенды завтрашнего дня.